# Sean Price
Sean Price (1972. március 17. – 2015. augusztus 8.) amerikai rapper a New York-i Brooklynból. Tagja a Boot Camp Clik nevű hiphop csapatnak. A Heltah Skeltah nevű duóban lett híres, Ruckus vagy Ruck néven tagja a duónak, a társa Rock, aki szintén Boot Camp Clik tag. Ismert arról, hogy a duóból övé a könnyebb hangvételű szöveg, a szövegeiben poénokat és metaforákat alkalmaz.
Ruck, mint a Heltah Skeltah tagja, és a trió, az O.G.C., ismert úgy is, hogy The Fab 5. A csapat 1994-ben Buckshot kiadójához szerződött, a Duck Downhoz. A Heltah Skeltah és az O.G.C. Buckshottal és a Smif-N-Wessunnel egy csapattá alakult, a Boot Camp Clikké, ami már a 90-es évek elején az egyik befolyásos és népszerű csapat lett az underground hiphop zenében. Price 1995-ben robbant be a köztudatba a Smif-N-Wessun Dah Shinin' című albumán. A The Fab 5 kiadta az első kislemezét, Leflaur Leflah Eshkoshka címmel 1995 elején. A Leflaur című dal meglepetés siker volt 1996-ban, a Billboard 100-as listáján a 75. helyre kerültek. Ebben az évben, a Heltah Skeltah és az O.G.C. szétváltak, hogy külön-külön adhassák ki a lemezeiket. Ruck és Rock 1996 júniusában kiadták első albumukat Nocturnal címmel. Az album 250,000 példányban kelt el, és még ebben az évben a legjobb új csapat címét kapták meg a The Source magazintól.
1997-ben a Boot Camp Clik kiadta első albumát. A címe: For The People. A csapat durva, mintázott zenéit az élőzenés alapok váltották fel. A Heltah Skeltah 1998-ban tért vissza a második albumukkal, ami Magnum Force címmel jelent meg. Az album, úgy mint a For The People, semleges visszajelzéseket kapott, és közepes számban adták el, ennek ellenére a duó második száma a 100-as listán az I Ain't Havin' That. A sorozatosan kiábrándító kiadások miatt a Priority Records megszakította kapcsolatát a Duck Downnal. 2001-ben a születési nevével Price kiadott egy kislemezt, ami a Don't Say Shit To Ruck címet kapta. A Boot Camp Clik Rock nélkül visszatért 2002-ben és kiadta második lemezét, a The Chosen Few-t. 2004-ben Sean Price kiadott egy mixtape-et, a Donkey Sean Jr.-t, amin néhány régebbi és új dal is megjelent.
Price 2005 közepén kiadta első szóló lemezét, ami Monkey Barz címmel jelent meg, ami az első kiadás volt a Duck Down Triple Threat Campaign nevű projektjében, amiben a Boot Camp Clik neves előadói, Buckshot és a Smif-N-Wessun is részt vett. Ettől kezdve ő lett az egyik legismertebb hiphop előadó az USA-ban, számos közreműködés fűzhető a neve mellé, és a hiphop magazinok figyelmébe került. Szintén 2006-ban a BCC az újra egyesült Heltah Skeltah-val kiadta a harmadik lemezét, ami a The Last Stand címet viselte. Sean Price kirobbanó sikert nyújtó második lemeze a Jesus Price Supastar 2007. január 30-án jelent meg. A Jesus Price a Billboard 200-as listájára és a Heatseekers listáján a 3. helyre került. Az albumra alapokat készített 9th Wonder és Khrysis, és közreműködtek Boot Camp Clik és Justus League tagok, Sadat X és Price pártfogoltja, Rustee Juxx. A Heltah Skeltah harmadik lemeze 2008. szeptember 30-án jelent meg, aminek a címe D.I.R.T., olyan közreműködőkkel, mint a Smif-N-Wessun, Buckshot és Rustee Juxx.
Price 2007-ben kiadott egy mixtape-et Master P címmel. A borító a No Limit Records által kiadott Big Bear Doin Things című lemez paródiája.
Price-t meghívták az ItsHipHop.tv The Breakdown című műsorába, ahol beszélt a munkásságáról, a családjáról és a szövegei valóságalapjáról.
Sean Price egyik dala, a Church a 2007-ben megjelent videójátékon, a Call of Duty 4-en szerepel.
Amszterdamban Price és Rock meghívást kapott a LIJN5 rádiócsatorna Venz & Jiggy Dje műsorába ahol freestyle-oztak is. A műsorban Price elhatározta, hogy egy új mixtape-et csinál aminek Kimbo Price lesz a címe.
2015. augusztus 8-án, 43 évesen álmában érte a halál.